# Otto II van Neder-Lotharingen
Otto II van Neder-Lotharingen (ca. 970 - 1005/1012) was hertog van Neder-Lotharingen, zoon van Karel van Neder-Lotharingen en diens eerst vrouw, een dochter van Robert I van Meaux, graaf van Meaux en Troyes.

## Biografie
Zijn vader vertrouwde hem in 987 het regentschap van het hertogdom Neder-Lotharingen toe, toen deze erop uittrok om Hugo Capet te bekampen om zijn rechten op de troon van Frankrijk te doen gelden. Maar Karel werd verslagen in 991 en stierf kort daarop, opgesloten te Orléans.
In 1002, bij het overlijden van keizer Otto III, maakte hij deel uit van de rijksgroten die zijn stoffelijk overschot begeleidden van Italië naar Aken.
Volgens Christian Settipani en Hervé Pinoteau was Otto van Neder-Lotharingen de vader van Ermengarde, echtgenote van Albert I van Namen, maar ze wordt eerder beschouwd als een dochter van Karel van Neder-Lotharingen (en dus een zus van Otto II).
Hoewel de Chronica van Sigebert van Gembloers zeggen dat hij zou zijn gestorven in 1005, is het mogelijk dat hij nog tot in 1013/1014 in leven was, omdat dan pas Godfried I van Verdun opduikt in onze bronnen, die hem zou opvolgen als hertog van Neder-Lotharingen.
Hij was een van de laatste mannelijke Karolingen die afstamden van Lodewijk de Vrome, de derde zoon van Karel de Grote. Na de dood van zijn broer Lodewijk van Neder-Lotharingen, bestond er enkel nog een buitenechtelijke tak van Karolingen, vertegenwoordigd door de Herbertijnen van Vermandois, die afstamden van Bernhard, buitenechtelijke zoon van Pepijn, de oudste zoon van Karel de Grote.